# مانيل
مانيل (بالإسبانية: Manuel Fernández Anidos)‏ هو لاعب كرة قدم إسباني في مركز الوسط، ولد في 9 مايو 1972 في نارون في إسبانيا. شارك مع منتخب إسبانيا تحت 21 سنة لكرة القدم. أما مع النوادي، فقد لعب مع راسينغ فيرول وسلتا فيغو ب وسيلتا فيغو ونادي إلتشي ونادي كيركيدا.